# 分部光貞
分部 光貞（わけべ みつさだ）は、江戸時代後期の大名。近江国大溝藩11代藩主。分部家12代。武家官位は従五位上若狭守。維新後は知藩事。

## 生涯
文化13年（1816年）7月、上野国安中藩4代藩主板倉勝尚の子として誕生した。板倉家の部屋住み時代は渋川姓を名乗った。幼少の折から文武の道に励んだ。
文政13年（1830年）9月15日、10代藩主分部光寧の養嗣子となる。天保2年（1831年）1月15日、11代将軍徳川家斉に御目見得する。同年3月10日、光寧の隠居により家督を継いだ。天保3年（1832年）12月16日、従五位下に叙位され若狭守を名乗る。
高名な陽明学者でもあった大坂東町奉行与力の大塩平八郎は、天保3年（1832年）6月にはじめて藩領小川村の藤樹書院を訪れた。陽明学派の祖とみなされていた中江藤樹の旧跡をたどることはかねてから大塩の念願であり、天保4年（1833年）6月には同書院に『王陽明全集』を寄贈、9月には同書院で講義を行っている。このように大塩と大溝の人々との間には交流があり、藩主である光貞とも交流を持った。天保8年（1837年）に大塩が窮民救済を訴えて決起した騒乱（大塩平八郎の乱）には小川村の医師志村周次らも参加している。大塩の知性と学風に共鳴する者が少なくなかった大溝藩では、この泰平の世を揺さぶり起す如き大塩の乱で動揺し、ただ大塩の著書を持っていたに過ぎない者でも処罰を恐れてこれを焼き捨てたり隠匿したりと、上を下への大騒ぎとなった。
光貞は江戸で儒者の佐藤一斎や河田屏浦、川田甕江（川田剛）らの講義を受けていたが、安政年間に甕江を賓師の礼をもって大溝に招いた。甕江は藩校修身堂で講義にあたるとともに、光貞の命を受け『中江藤樹先生年譜』や『徳本堂記』の編纂にもあたった。その後甕江は、安政4年（1857年）に備中松山藩主板倉勝静に仕えた。
文久3年（1863年）の八月十八日の政変においては、自ら兵を率いて京都の守備を務めた。その功績を孝明天皇に賞賛されて、金子を与えられている。
明治2年（1869年）の版籍奉還で大溝藩知事となるが、明治3年（1870年）4月12日に死去した。享年55。跡を次男の光謙が継いだ。

## 系譜
父母
- 板倉勝尚（実父）
- 分部光寧（養父）

正室
- 池田長溥の娘

側室
- 佐藤寸美（澄）[6]

子女
- 分部光利（長男）生母は寸美（側室）[6]
- 分部光謙（次男）
- 分部久爾子 ー 溝口直正正室